# وست اند ایست لیمان، فلوریدا
وست اند ایست لیمان (به انگلیسی: West and East Lealman) یک منطقهٔ مسکونی در ایالات متحده آمریکا است که در شهرستان پاینلاس، فلوریدا واقع شده‌است. وست اند ایست لیمان ۱۲٫۳ کیلومتر مربع مساحت و ۲۱٬۷۵۳ نفر جمعیت دارد و ۱۵ متر بالاتر از سطح دریا قرار دارد.